# Slovakiska superligan 2014/2015
Slovakiska superligan 2014/2015, var den 22:a säsongen av tävlingen sedan starten 1993. Säsongen startade 11 juli 2014 och Slovan Bratislava var regerande mästare.

## Lag
- Dunajská Streda
- Dukla Banská Bystrica
- Košice
- Podbrezová
- Ružomberok
- Senica
- Slovan Bratislava
- Spartak Myjava
- Spartak Trnava
- Trenčín
- Žilina
- Zlaté Moravce

## Tabell
| Nr | Lag                 | S  | V  | O  | F  | GM | IM | MS  | P  |
| -- | ------------------- | -- | -- | -- | -- | -- | -- | --- | -- |
| 1  | Trenčín             | 33 | 23 | 5  | 5  | 67 | 28 | +39 | 74 |
| 2  | Žilina              | 33 | 20 | 9  | 4  | 68 | 25 | +43 | 69 |
| 3  | Slovan Bratislava   | 33 | 18 | 3  | 12 | 49 | 42 | +7  | 57 |
| 4  | Spartak Trnava      | 33 | 16 | 8  | 9  | 53 | 31 | +22 | 56 |
| 5  | Senica              | 33 | 12 | 11 | 10 | 52 | 50 | +2  | 47 |
| 6  | Košice1             | 33 | 11 | 8  | 14 | 43 | 48 | −5  | 41 |
| 7  | Ružomberok          | 33 | 10 | 10 | 13 | 41 | 45 | −4  | 40 |
| 8  | DAC Dunajská Streda | 33 | 9  | 12 | 12 | 32 | 44 | −12 | 39 |
| 9  | Spartak Myjava      | 33 | 11 | 6  | 16 | 38 | 53 | −15 | 39 |
| 10 | Zlaté Moravce       | 33 | 8  | 8  | 17 | 27 | 54 | −27 | 32 |
| 11 | Podbrezová          | 33 | 7  | 8  | 18 | 32 | 54 | −22 | 29 |
| 12 | Banská Bystrica     | 33 | 4  | 10 | 19 | 29 | 57 | −28 | 22 |

1Košice fick ingen licens för säsongen 2015/2016 och blev därmed degraderade.

## Skytteliga
| Rank | Spelare          | Klubb                        | Mål |
| ---- | ---------------- | ---------------------------- | --- |
| 1    | Jan Kalabiška    | Senica                       | 19  |
| 1    | Matej Jelić      | Žilina                       | 19  |
| 3    | Jaroslav Mihalík | Žilina                       | 13  |
| 4    | Štefan Pekár     | Spartak Myjava               | 11  |
| 4    | Ján Vlasko       | Spartak Trnava               | 11  |
| 4    | Erik Sabo        | Spartak Trnava               | 11  |
| 7    | Adam Zreľák      | Slovan Bratislava/Ružomberok | 10  |
| 7    | Martin Mikovič   | Spartak Trnava               | 10  |
| 7    | Lukáš Čmelík     | Žilina                       | 10  |
| 7    | Nermin Haskić    | Košice                       | 10  |

## Utmärkelser

### Årets lag
| Position | Spelare           | Lag            |
| -------- | ----------------- | -------------- |
| MV       | Miloš Volešák     | Trenčín/Žilina |
|          |                   |                |
| F        | Ernest Mabouka    | Žilina         |
| F        | Ramón             | Trenčín        |
| F        | Milan Škriniar    | Žilina         |
| F        | Matúš Čonka       | Spartak Trnava |
|          |                   |                |
| MF       | Viktor Pečovský   | Žilina         |
| MF       | Stanislav Lobotka | Trenčín        |
| MF       | Jaroslav Mihalík  | Žilina         |
| MF       | Ján Vlasko        | Spartak Trnava |
|          |                   |                |
| A        | Jan Kalabiška     | Senica         |
| A        | Matej Jelić       | Žilina         |

### Individuella priser
Årets tränare
- Martin Ševela och Ivan Vrablec (Trenčín)

Årets spelare
- Viktor Pečovský (Žilina)

Årets unga spelare
- Matúš Bero (Trenčín)